# Giuseppe Volpecina
Giuseppe Volpecina (Caserta, 1º maggio 1961) è un dirigente sportivo ed ex calciatore italiano, di ruolo terzino sinistro.

## Caratteristiche Tecniche
Terzino sinistro rapido e veloce, con gli anni ha dimostrato una buona duttilità dimostrando di giocare anche come centrale all'evenienza o anche più avanzato, come esterno con compiti da tornante. In tutta la sua carriera si è sempre distinto per impegno e professionalità e per questo molto apprezzato.

## Carriera

### Giocatore
Cresciuto nella Casertana e nel Napoli, ha vinto con la formazione Primavera degli azzurri lo scudetto di categoria nel 1979. L'anno seguente esordisce in prima squadra, totalizzando 3 presenze. Negli anni seguenti è mandato dalla società partenopea in prestito dapprima al Palermo e poi al Pisa. Richiamato a Napoli, partecipa alla conquista del primo scudetto degli azzurri nella stagione 1986-1987, siglando peraltro il gol del definitivo 3-1 nella vittoria a Torino sulla Juventus.

Volpecina in azione alla Fiorentina nel 1990, alle prese con lo juventino Schillaci durante la finale di andata della Coppa UEFA.

L'anno seguente, non confermato nella rosa napoletana, si trasferisce al Verona prima di passare nel 1989 alla Fiorentina, con cui l'anno seguente disputa la finale di Coppa UEFA venendo sconfitto dalla Juventus. Dopo un'altra stagione a Firenze, nell'estate del 1991 torna a chiudere la carriera alla Casertana, in Serie B.

### Dirigente
Inizialmente è direttore sportivo della Mariano Keller, società di calcio giovanile. Nel 2008, a seguito di una rissa scoppiata al termine della finale del campionato regionale Allievi contro il Vico Equense, viene inizialmente squalificato per due anni, accusato di aver sferrato uno schiaffo a un avversario; successivamente la squalifica gli viene tolta dalla commissione d'appello, una volta ravvisato che il commissario di campo aveva nell'occasione scritto il falso nel referto.
Successivamente è alla Boys Caserta Calcio, lasciando in seguito l'incarico di direttore tecnico per motivi ambientali-societari. Nel 2013 si è occupato di calcio giovanile da direttore responsabile di scuola calcio.

## Palmarès

### Club

#### Competizioni giovanili
- Campionato Primavera: 1

Napoli: 1978-1979

#### Competizioni nazionali
- Campionato italiano di Serie B: 1

Pisa: 1984-1985
- Campionato italiano: 1

Napoli: 1986-1987
- Coppa Italia: 1

Napoli: 1986-1987

#### Competizioni internazionali
- Coppa Mitropa: 1

Pisa: 1985-1986